# James Britten
James Britten (Chelsea (Londres), 3 de mayo de 1846 – 8 de octubre de 1924) fue un botánico inglés .
De Chelsea, se muda a High Wycombe en 1865 para estudiar la carrera médica. Sin embargo se va incrementando su interés por la Botánica, comenzando a escribir artículos sobre esa ciencia. Su primera publicación probablemente se publica en el Journal of Botany en 1863.
En 1869 oposita y gana como Asistente junior en el Herbario de Royal Botanic Gardens, Kew. En 1871 se une al "Departamento de Botánica del British Museum".
En 1879 sucede a Trimen como editor del Journal of Botany, manteniendo tal posición por 45 años. El botánico Norman Hall escribe de Britten: "Britten se ensimisma demasiado dentro de la editorial, por lo que algunos artículos remitidos no siempre son bien apreciados."
Britten se involucró intensamente en la Sociedad Católica de la Verdad; que desaparece en 1872, pero Britten ayuda a revivir en 1884, liderando al Movimiento por muchos años. En 1896, durante su tiempo como secretario de la Sociedad publicaron Ficción Protestante.
Esa situación le permitió obtener el honor de ser designado Caballero, y más tarde Caballero Comandante de la Orden de San Gregorio Magno por el papa León XIII. Fallece a los 79.

## Algunas publicaciones
- European Ferns, 1879–1881[3]

- Old Country and Farming Words, 1880

- Irish Folk-tales, pp. 52–55, 184–187, 316–324, en Folk-Lore Journal 1, 1883

- A Biographical Index of British and Irish Botanists, 1893

- Protestant Fiction, 1896

- Through the Heart of Patagonia, 1902

### Como editor
- Journal of Botany, 1879–1924

- The Names of Herbes, A.D. 1548, 1881

- Remains of Gentilisme and Judaisme, 1686–1687, 1881

## Honores

### Eponimia
Género
- (Melastomataceae) Brittenia Cogn. in Boerl.[4]
- La abreviatura «Britten» se emplea para indicar a James Britten como autoridad en la descripción y clasificación científica de los vegetales.[5]